# 교황 인노첸시오 8세
교황 인노첸시오 8세(라틴어: Innocentius PP. VIII, 이탈리아어: Papa Innocenzo VIII)는 제213대 교황(재위: 1484년 8월 29일 ~ 1492년 7월 25일)이다. 본명은 조반니 바티스타 치보(이탈리아어: Giovanni Battista Cybo)이다.

## 생애 초기
조반니 바티스타 치보는 제노바 태생으로 그리스 혈통이다. 아라노 치보(1375년경 - 1455년)와 그의 아내 테오도리나 데 마리 사이에서 태어났으며, 친조부모는 마우리치오 치보와 그의 아내 세라치나 마로첼리이다. 아라노 치보는 교황 갈리스토 3세(재위 1455년 - 1458년) 치세에 로마의 원로원 의원을 지냈다. 조반니 바티스타는 유년 시절을 나폴리 궁정에서 보냈으며, 나중에 공부를 위해 파도바와 로마로 유학을 갔다.

## 교황 선출
로마에서 사제 서품을 받은 그는 교황 니콜라오 5세의 이복 형제인 칼란드리니 추기경의 수행원이 되었다. 줄리아노 델라 로베레(훗날의 교황 율리오 2세) 등 영향력 있는 동지들의 도움을 받아 가까스로 그는 1473년 교황 바오로 2세로부터 사보나 교구장 주교로 서임될 수 있었다. 그리고 교황 식스토 4세에 의해 추기경으로 서임되었으며, 1484년 8월 29일에는 그의 뒤를 이어 교황으로 선출되어 인노첸시오 8세로서 즉위하게 되었다.
그러나 그가 교황으로 선출하는 과정은 결코 평화롭게 진행되지 못했다. 1484년 콘클라베가 소집된 당시에 추기경들은 두 파벌로 분열되었으며, 로마 시내 곳곳에서 각 파벌을 따르는 집단이 서로 부딪히는 일이 발생하였다. 이를 지켜보다 못한 로마 시민들은 콘클라베를 배후에서 조종하던 전임 교황의 조카 지롤라모 리아리오의 저택에 쳐들어갔다. 저택은 담장만 남고 모조리 허물어졌으며 정원은 쑥대밭이 되었다. 지롤라모의 아내는 산탄젤로 성으로 도망가 그곳의 총지휘관을 내쫓은 다음, 새 교황이 선출될 때까지 자신이 그 요새를 통치하겠다고 선언했다.
게다가 유력한 콜론나 가문이 로마에서 반란을 선동하자, 경쟁 가문인 오르시니 가문도 반격을 준비했다. 이리하여 바야흐로 로마에 내전의 기운이 감도는 가운데서도 추기경단은 연일 격렬한 언쟁만 벌였다. 줄리아노 델라 로베레 추기경은 자신이 콘클라베에서 교황으로 선출되는데 필요한 만큼의 투표 수를 얻지 못하자, 이번에는 자신이 교황으로 선출될 수 없다는 사실을 깨달았다. 그래서 후임 교황으로 자신이 충분히 통제할 인물을 고르던 중에 조반니 바티스타 치보 추기경을 선택하고 그를 전폭적으로 지지하고 나섰다.
인노첸시오 8세는 즉위한 지 얼마 지나지 않아 이슬람교의 위협에 맞서 십자군을 조직할 것을 기독교 세계 국가들에게 주문하였으나, 이렇다 할 성과를 내지는 못하였다. 1498년 인노첸시오 8세는 오스만 제국의 술탄 바예지드 2세와 협상하여 좋은 결과를 얻어냈다. 바로 1492년 술탄의 지위를 노리다가 실패하여 망명한 그의 동생 젬 왕자를 바티칸에 억류하는 대가로 매년 봉급 4만 두카트와 성창을 받기로 한 것이다.

## 주술 단죄

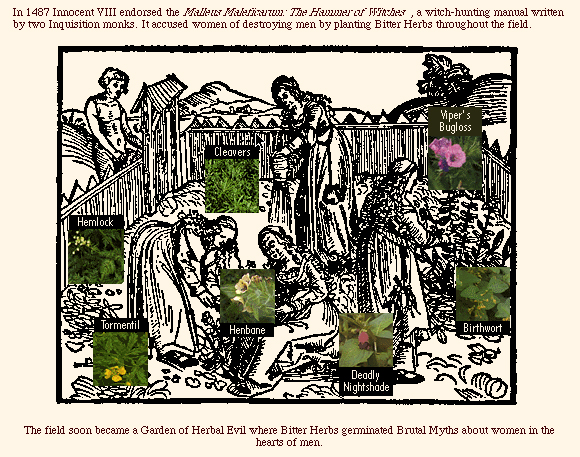
1487년 인노첸시오 8세는 마녀들을 고발한 논문인 《마녀의 망치》(Malleus Maleficarum)를 공개적으로 지지하였다.

독일의 이단심문관 하인리히 크라메르의 요청에 따라, 1484년 12월 5일 인노첸시오 8세는 교황 칙서 《지고의 것을 추구하는 이들에게》(Summis desiderantes)를 반포하였다. 이 칙서는 사악한 주술을 행하는 주술사들과 마녀들을 단죄하고 이들에 대한 크라메르의 조사를 지지한다는 내용을 담고 있다.
“근자에 나는 마인츠, 쾰른, 트리어, 잘츠부르크, 브레멘 등 독일 북부의 일부 지역에서 여러 남녀노소가 자신의 구원에 대한 관심을 끊고 악마의 꾐에 빠져 가톨릭 신앙을 저버렸다는 소식을 들었습니다. 바로 부적과 주문, 요술 그리고 입에 올리기 심히 끔찍한 미신 행위와 점성술, 신성모독, 흉악한 범죄 행위, 악행은 물론 포도덩굴이나 나무의 열매 등 땅의 소산물 뿐만 아니라 동물의 새끼나 사람의 아기를 악마에게 바치는 행위가 공공연하게 자행되고 있다는 것입니다. 이러한 행위는 당사자들은 물론이고 다른 사람들, 심지어 소나 양 등 가축들까지 육적·영적으로 지독한 고통과 괴로움에 빠트리게 만드는 것입니다.”
훗날 크라메르는 1486년에 논란의 대상이 된 《마녀의 망치》(Malleus Maleficarum)라는 책을 집필하게 된다. 이 책의 첫머리에는 악천후의 원인이 마녀라고 적혀 있다. 이와 같은 글은 제15권 2장에도 언급되어 있다. 참고로 그 제목은 ‘그들은 어떻게 우박과 폭풍우, 번개를 일으켜서 인간과 짐승들을 해치는가’이다.
“따라서 그들은 손쉽게 우박을 동반한 폭풍을 일으킨 것처럼 바다에 번개와 폭풍우를 불러일으킬 수 있다. 이러한 주장에 조금이라도 의문의 여지는 없다고 결론을 내리는 것이 합당하다.”
이 책에 부록으로 첨부된 교황의 서신과 쾰른 대학교의 의견을 이 책에 대하여 공개적으로 지지한 것이라고 생각하는 것은 문제의 소지가 있다. 왜냐하면 이 책에 부록으로 첨부된 인노첸시오 8세의 서신은 이 책의 내용에 대해 인가한 것이 아니라, 어디까지나 사악한 악마의 마법을 조사할 것을 심문관에게 지시하면서, 이들의 성무 수행을 방해하려 하는 이들에게 경고하는 내용을 담고 있는 것이기 때문이다. 말하자면, 인노첸시오 8세의 서신은 요한 22세, 에우제니오 4세, 니콜라오 5세 등 전임 교황들이 이미 썼던 서신과 내용 면에서 크게 차이가 없는 것이었다.

## 기타
1487년 인노첸시오 8세는 스페인의 대심문관으로 토마스 데 토르케마다를 임명하였다. 더불어 그는 발도파를 토벌하기 위한 십자군 소집을 촉구하면서, 이에 참여하는 사람에게는 전대사를 부여한다고 공표하였다. 1486년에 인노첸시오 8세는 조반니 피코 델라 미란돌라가 쓴 《인간의 존엄에 관하여》의 논제 900개 중 13개를 이단으로 단죄하면서 이 책을 금서로 지정하였다.
1488년, 자신의 사생아 프란체스케토 키보(1450-1519)를 피렌체의 금융재벌인 로렌초 데 메디치의 딸 마달레나(1473-1528)와 결혼시킨다. 교황은 보답차원에서 이듬해에 로렌초의 차남인 13살에 조반니를 추기경으로 서임하였다. 조반니 추기경은 훗날 1513년에 교황 레오 10세가 된 인물이다.
한편 로마에서 그는 바티칸 궁전 위에 있는 경사지에 여름에 이용할 벨베데레를 건축하도록 지시하였다. 이곳이 바로 오늘날 벨베데레의 뜰(Cortile del Belvedere)의 원형이다. 평상시 샤낭터인 카스텔로델라마리아나에서 사냥을 즐겨했던 인노첸시오 8세는 그 규모를 크게 확장하였다. 한편으로는 교황청의 재정이 방만하게 운영되어 어려워졌으나, 인노첸시오 8세는 이를 제대로 해결하지 못하였다.
나폴리 왕국과의 관계에 있어서는 새로이 국왕으로 즉위한 페르디난도 1세에게 정식 국왕으로 인정해주는 대가로 조공을 요구하였으나 거부당하면서 불안한 관계가 지속되었다. 결국 1489년 인노첸시오 8세는 페르디난도 1세를 파문한 동시에 예전부터 나폴리 왕국에 대한 소유권을 주장해온 프랑스 국왕 샤를 8세를 지지하였다. 이는 훗날 1495년 2월 22일 샤를 8세가 프랑스군을 이끌고 이탈리아 반도를 침공하여 나폴리를 정복하게 된 계기가 되었다.
인노첸시오 8세가 교황으로 재임한 중에 일어났던 큰 역사적 사건은 1492년 1월 그라나다의 함락으로, 이로써 이베리아 반도에서 이슬람교 세력이 완전히 몰락하게 되었다. 이에 크게 기뻐한 인노첸시오 8세는 레콩키스타의 일등공신인 아라곤 왕국의 페르난도 2세와 카스티야 왕국의 이사벨 1세 부부를 칭찬하며 그들에게 ‘가톨릭 부부왕’이라는 칭호를 하사하였다.

## 죽음
1492년 7월 인노첸시오 8세는 열병에 걸려 자리에 몸져 누웠다. 당시 그의 담당의사는 유다인 의사인 자코모 디 산 제네시오였다. 인노첸시오 8세는 세계 최초로 수혈 치료를 받았다고 전해지는데, 담당의사는 그에게 10세 소년의 피를 마시도록 하였다. 교황에게 혈액을 제공한 소년들은 이후 숨을 거두고 말았다고 전해진다. 하지만 이 이야기에 대한 증거는 신뢰할 수 없고, 아마도 반유대주의에 의해 만들어진 소문일 것으로 추정된다. 병세가 위독해진 인노첸시오 8세는 그해 7월 25일 선종하였다.